# Ismael Hassan
Ali Ismael Hassan (arabisch على إسماعيل حسن; geb. 5. Dezember 1966) ist ein ehemaliger dschibutischer Langstreckenläufer.
Hassan trat bei den Olympischen Sommerspielen 1988 in Seoul an. Er nahm am Wettbewerb über 5000 m teil und kam in den Vorläufen auf Platz 14.